# Walter Simon
Ernest Julius Walter Simon (Berlijn, 10 juni 1893 – Londen, 22 februari 1981) was een Duits-Brits sinoloog, tibetoloog en bibliothecaris. Simon werd geridderd in de Orde van het Britse Rijk in 1961.
Simon begon zijn carrière als bibliothecaris aan de universiteitsbibliotheek van de Humboldt Universiteit in Berlijn vanaf 1919 en was lektor Chinese talen van 1926-32 en buitengewoon professor vanaf dat jaar tot 1934 aan dezelfde universiteit. Tussen van 1932-1993 werd hij tijdelijk gedetacheerd als adjunct-bibliothecaris bij de nationale bibliotheek van Peking.
Vanwege zijn joodse komaf moest hij in 1934 vluchten naar Londen. Daar was hij professor Chinese talen aan de Universiteit van Londen van 1947 tot 1960. Hij leverde grote bijdragen aan de historische Chinese fonologie en de Sino-Tibetaanse talen. Als visiting professor ging hij naar de universiteiten van Toronto (1961-2), Canberra (1962), Tokio, nogmaals Canberra en Melbourne (1970).
Simon bleef tot op hoge leeftijd actief als redacteur bij Asia Major (1964-75), Honorary Fellow aan de School of Oriental and African Studies  (University of London) en Honorary Vice-President van de Royal Asiatic Society (1976-1981).